# 28. květen
28. květen je 148. den roku podle gregoriánského kalendáře (149. v přestupném roce). Do konce roku zbývá 217 dní. Svátek má Vilém.

## Události

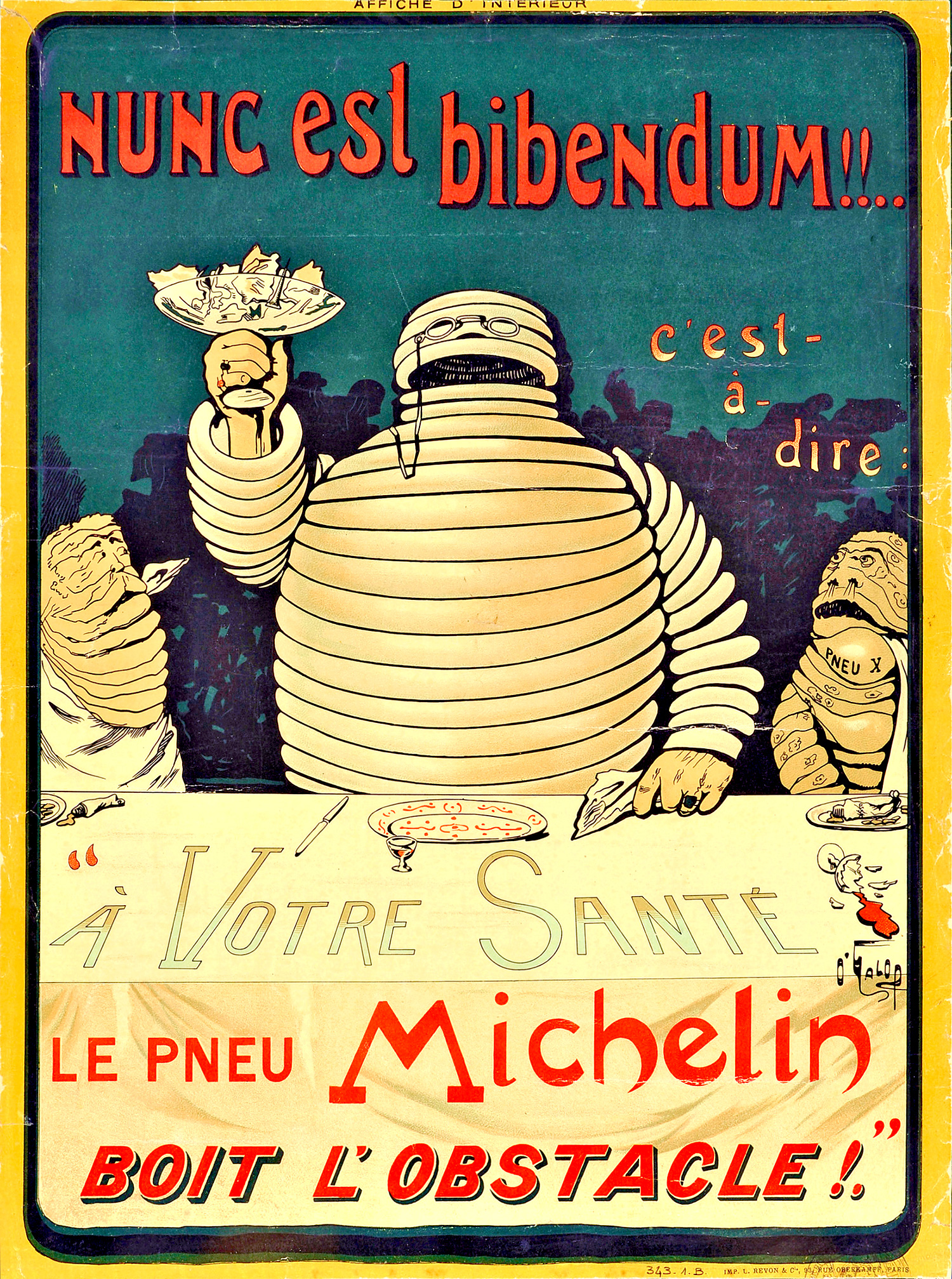
Plakát Michelinu z roku 1898

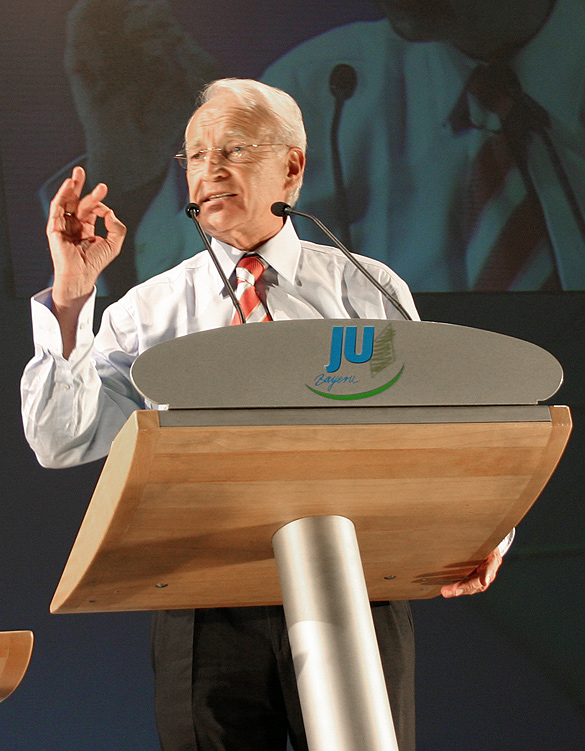
Edmund Stoiber

### Česko
- 1310 – Princezna Eliška Přemyslovna uprchla v přestrojení za stařenu z Pražského hradu.
- 1471 – Korunovace Matyáše Korvína českým králem v Jihlavě.
- 1942 – Vláda Protektorátu Čechy a Morava vydala nařízení o založení Protektorátu Čechy a Morava a vydala nařízení o založení Kuratoria pro výchovu mládeže v Čechách a na Moravě. Předsedou této organizace, která měla vychovávat českou mládež ke spolupráci s německými okupanty, byl ministr Emanuel Moravec.
- 1945 – Prezident Edvard Beneš u příležitosti svých 61. narozenin vykonal na Hradě přehlídku Revolučních gard. Pochod vedl vojenský velitel Velké Prahy, gen. Karel Kutlvašr, jehož doprovázeli příslušníci štábu a velitel partyzánských oddílů kpt. Jaromír Nechanský.
- 1997 – Strany zastoupené ve vládě (Občanská demokratická strana, Občanská demokratická aliance, Křesťanská a demokratická unie – Československá strana lidová) vyhlásily Stabilizační a ozdravný program. Vládní koalice v něm přiznaly hrubé chyby, jichž se dopustily v hospodářské politice, a vyhlásily sérii ozdravných opatření.
- 2002 – Čeští fotbalisté do 21 let získali ve Švýcarsku titul mistrů Evropy.
- 2010 – začaly volby do Poslanecké sněmovny Parlamentu České republiky.

### Svět
- 0585 př. n. l. – Zatmění Slunce, předpovězené Thaletem z Milétu, přerušilo bitvu u řeky Halys mezi Lydijci a Medijci, kteří po 6 letech uzavřeli mír.
- 1037 – Císař Svaté říše římské Konrád II. Sálský zrušil Constitutio the feudis, čímž uznal dědičná práva leníků a položil tak základ k vytvoření silné německé šlechty.
- 1156 – V námořní bitvě u Brindisi porazil sicilský král Vilém I. byzantinskou flotu
- 1533 – Arcibiskup canterburský Thomas Cranmer prohlásil sňatek Jindřicha VIII. a Anne Boleynové za platný, i když před 5 dny jej prohlásil za neplatný.
- 1889 – Ve Francii byla založena firma Michelin.
- 1893 – Treťjakovská galerie v Moskvě byla otevřena veřejnosti.
- 1900 – Úplné Zatmění Slunce (Mexiko, JV USA, Portugalsko, Španělsko, …)
- 1905 – Námořní bitva u Cušimy, součást rusko-japonské války, skončila zničením Ruské baltské floty.
- 1918 – Arménie a Ázerbájdžán vyhlásily nezávislost na Zakavkazské demokratické federativní republice.
- 1926 – Generál Manuel de Oliveira Gomes da Costa s armádou vyvolal v Portugalsku vojenský převrat, a do čela země dosadil António de Oliveira Salazara, který nastolil diktaturu.
- 1934 – V Kanadě se narodila první paterčata, Dionnova, která přežila dětství.
- 1935 – První let německého stíhacího letadla Messerschmitt Bf 109.
- 1937
  - Neville Chamberlain se stal ministerským předsedou vlády Spojeného království.
  - Most Golden Gate Bridge v San Franciscu byl oficiálně otevřen; den po otevření pouze pro pěší.
- 1940 – Belgie kapitulovala vůči německé invazi.
- 1961 – V Londýně byla založena mezinárodní organizace Amnesty International.
- 1982 – Jan Pavel II. jako první katolický papež v dějinách navštívil Spojené království.
- 1987 – Západoněmecký pilot Mathias Rust přistál na jednom z moskevských mostů.
- 1993
  - Monacké knížectví bylo přijato za člena Organizace spojených národů.
  - Edmund Stoiber se stal bavorským ministerským předsedou.
- 1998 – V reakci na indické testy z 11. a 13. května provedl sérii podzemních jaderných výbuchů i Pákistán.
- 2006
  - V Berlíně otevřeli nové hlavní nádraží.
  - V Německu narozený papež Benedikt XVI. navštívil Osvětim při své cestě po Polsku.
- 2008 – V Nepálu byla vyhlášena republika.

## Narození

### Česko

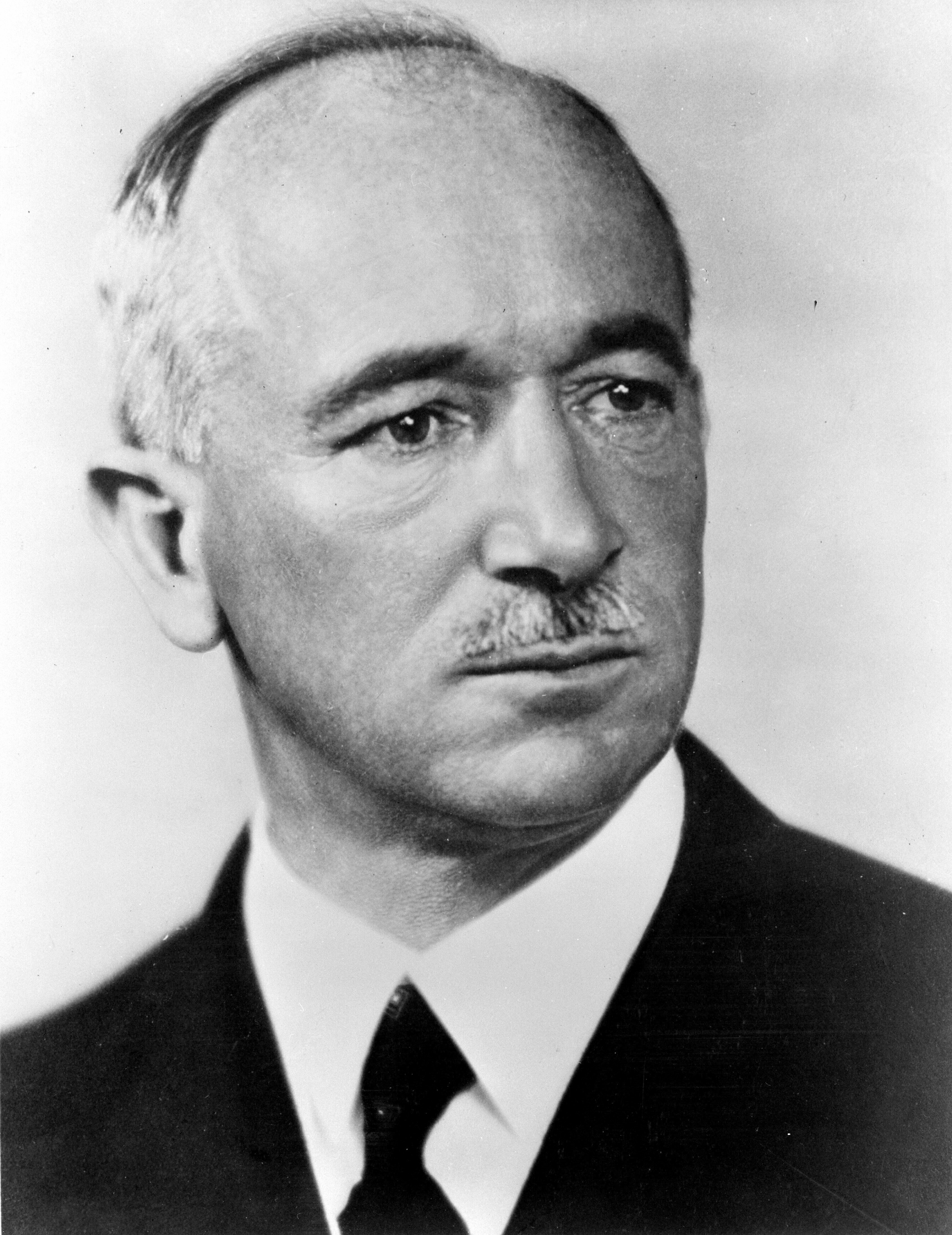
Edvard Beneš (* 1884)

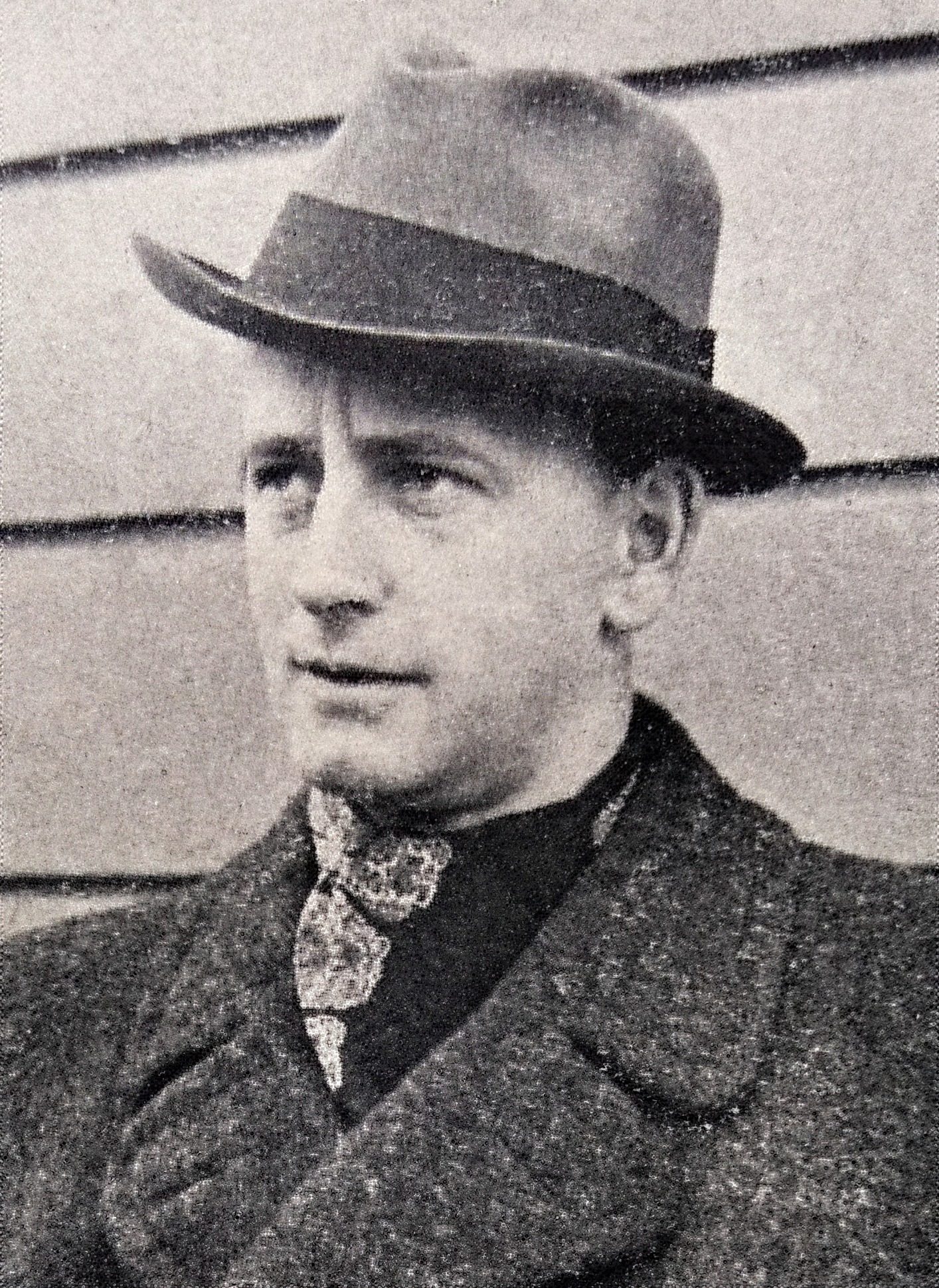
Miloš Nedbal (* 1906)

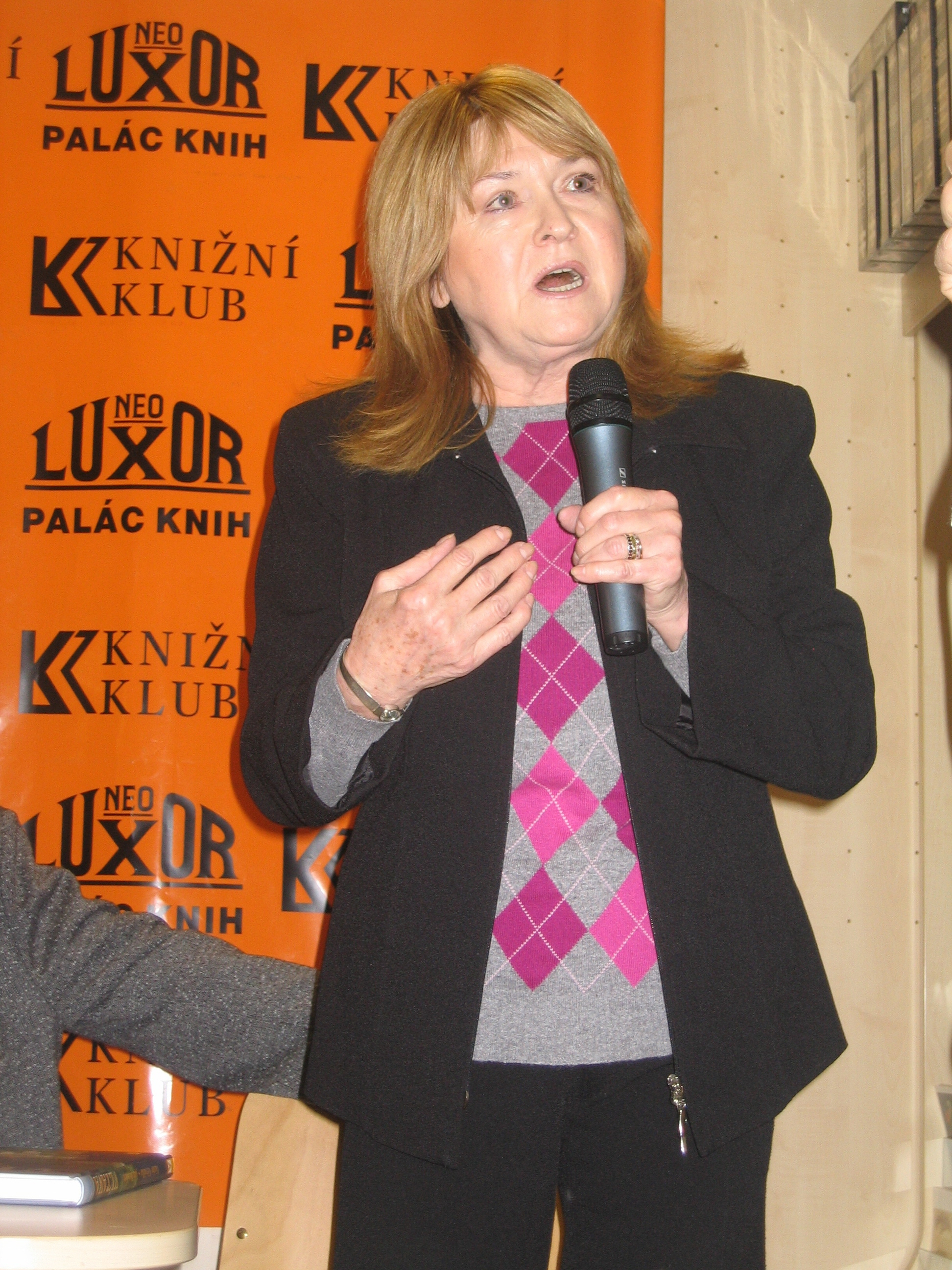
Pavlína Filipovská (* 1941)

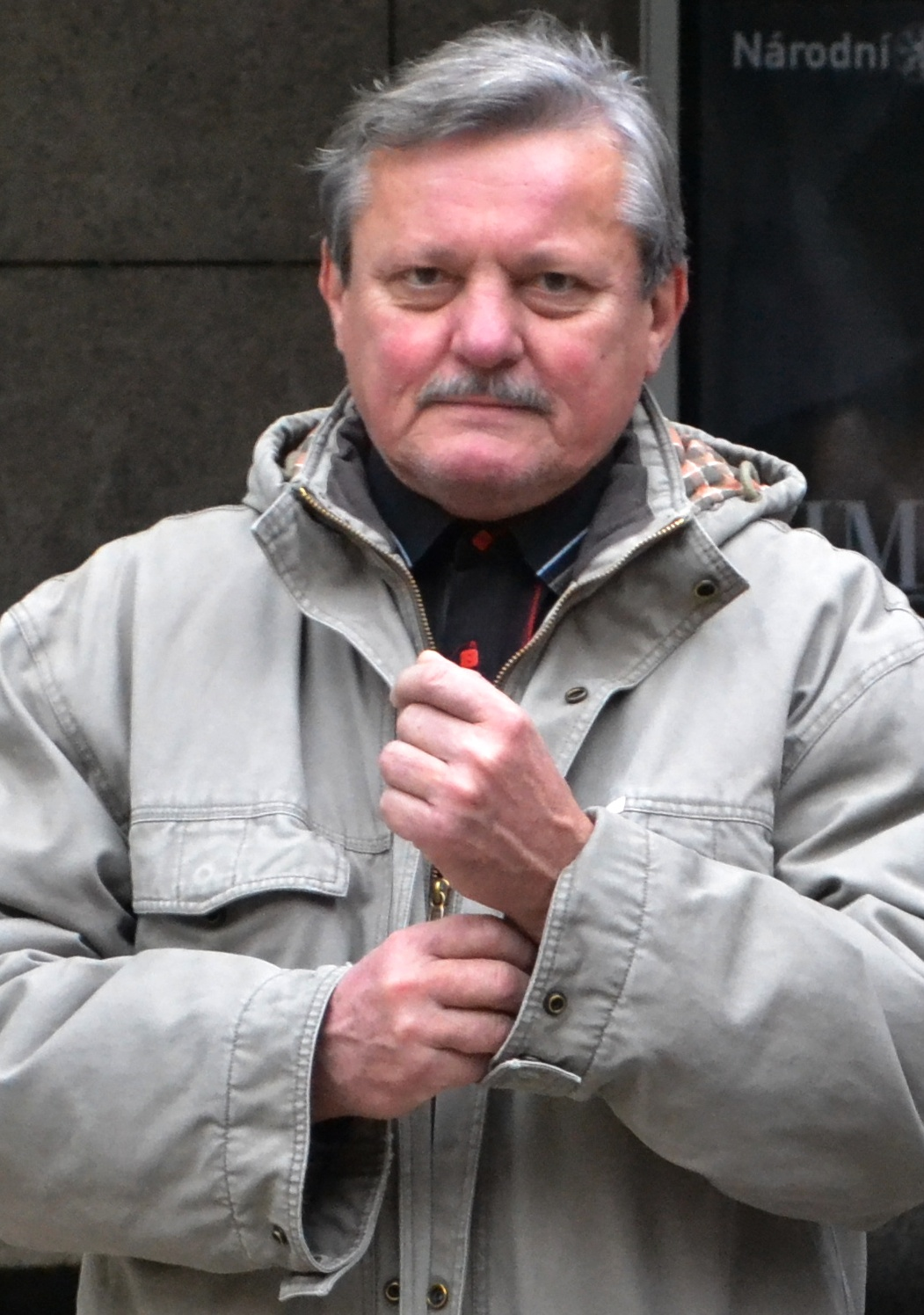
Svatopluk Skopal (* 1951)

- 1761 – Maria Tadeáš z Trauttmansdorffu, hradecký biskup, druhý olomoucký arcibiskup a kardinál († 20. ledna 1819)
- 1791 – Jan Jodl, národní buditel a jazykovědec († 28. ledna 1869)
- 1798 – Josef Dessauer, klavírista a hudební skladatel pocházející z Čech († 8. června 1876)
- 1816 – Salesius Mayer, opat kláštera v Oseku u Duchcova († 19. listopadu 1876)
- 1869
  - Vilém Goppold von Lobsdorf, český šermíř, olympijský medailista († 12. června 1943)
  - Vilém Koleš, publicista, spisovatel a historik († 2. srpna 1944)
- 1870 – Hans Schwathe, moravský a rakouský sochař a medailér († 27. října 1950)
- 1873 – Jan Prokeš, ostravský politik († 11. prosince 1935)
- 1876 – Ondřej Pukl, český chemik a atlet († 9. února 1936)
- 1878 – Zdenka Hásková, spisovatelka, novinářka a divadelní kritička († 7. listopadu 1946)
- 1883 – Václav Talich, dirigent († 16. března 1961)
- 1884
  - Edvard Beneš, druhý československý prezident v letech 1935–1938 a 1945–1948 († 3. září 1948)
  - Prokop Maxa, legionář, politik a diplomat († 9. února 1961)
- 1886 – Jan Rypka, orientalista († 29. prosince 1968)
- 1889
  - František Mořic Nágl, český malíř († říjen 1944)
  - Richard Réti, československý šachista († 6. června 1929)
- 1892 – Karel Karas, česky malíř († 29. července 1969)
- 1906
  - Miloš Nedbal, herec († 31. října 1982)
  - Milan Reiman, komunistický politik, ekonom a oběť režimu († 6. prosince 1949)
- 1907 – Jan Heřmánek, československý boxer, stříbrná medaile OH 1928 († 13. května 1978)
- 1910 – Alois Jilemnický, regionální historik a spisovatel († 29. listopadu 1986)
- 1913
  - Vilém Frendl, fotograf († 18. prosince 2007)
  - Jiří Verberger, jazzový klavírista († 2. listopadu 1973)
  - Karel Dvořák, literární historik, folklorista a překladatel († 9. června 1989)
- 1924 – Jiří Šotola, literát († 8. srpna 1989)
- 1925
  - Pavel Štěpán, český klavírista († 30. září 1998)
  - Blanka Vikusová, herečka († 23. srpna 2011)
- 1926
  - Karel Richter, český herec († 5. srpna 2022)
  - Věnceslav Patrovský, český chemik a záhadolog († 12. října 2000)
- 1928
  - Milan Adam, revmatolog a odborník v oboru biochemie pojivových tkání († 22. září 2008)
  - Josef Hrejsemnou, český architekt († 2010)
  - Vilém Schneeberger, teolog († 3. prosince 2006)
- 1931
  - Ivan Hlaváček, historik a archivář
  - Jiří Komárek, algolog
- 1935
  - Roman Ráž, český spisovatel, dramaturg, režisér a scenárista
  - Miroslav Toman, československý politik, ministr († 21. července 2023)
- 1939 – František Maršálek, český a moravský fotograf († 19. prosince 2020)
- 1938 – Rudolf Matys, český básník, literární redaktor († 2. září 2023)
- 1940 – Radim Mareš, vědec v oblasti termofyzikálních vlastností vody a páry
- 1941 – Pavlína Filipovská, herečka a zpěvačka
- 1943 – Miroslav Kořínek, český herec, klavírista, korepetitor, hudební skladatel
- 1949 – Vácslav Babička, český archivář († 12. května 2012)
- 1950 – Jiří Zemánek, soudce Ústavního soudu
- 1951 – Svatopluk Skopal, český herec, divadelní pedagog a režisér
- 1958
  - František Straka, český fotbalový trenér a bývalý československý reprezentant
  - Ladislav Šerý, spisovatel, filozof a překladatel

### Svět

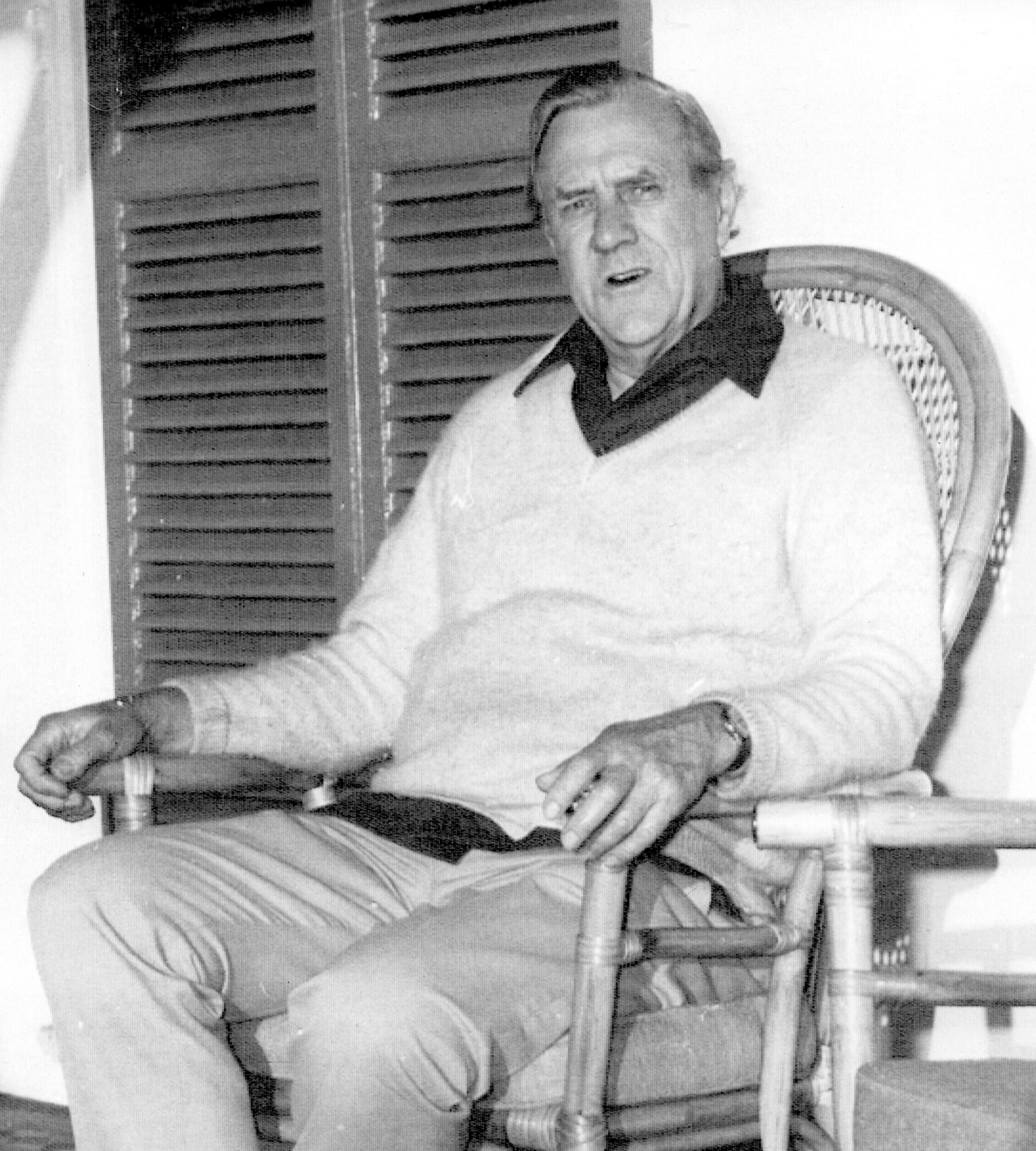
Patrick White (* 1912)

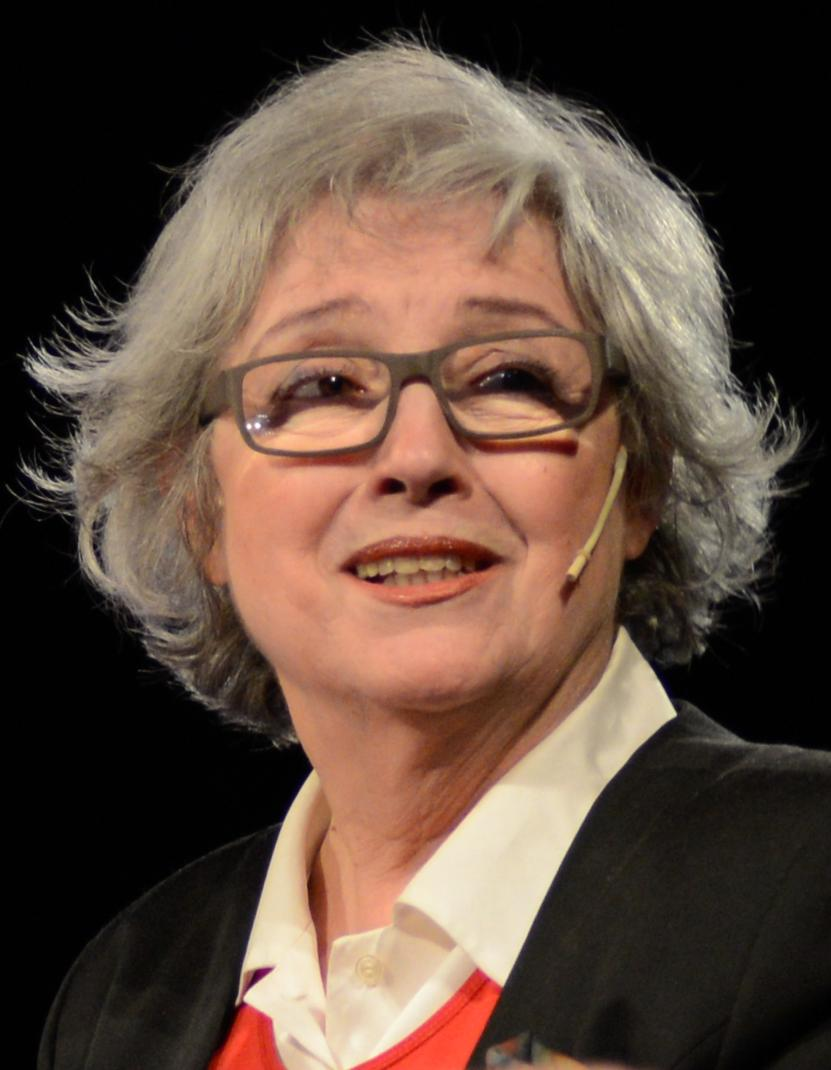
Božidara Turzonovová (* 1942)

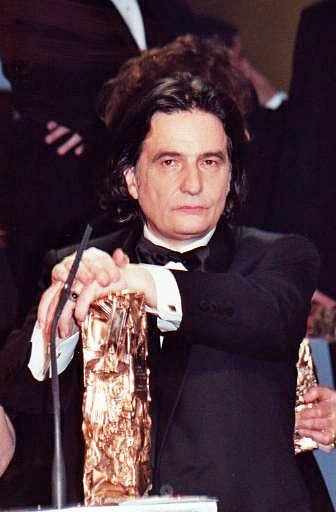
Jean-Pierre Léaud (* 1944)

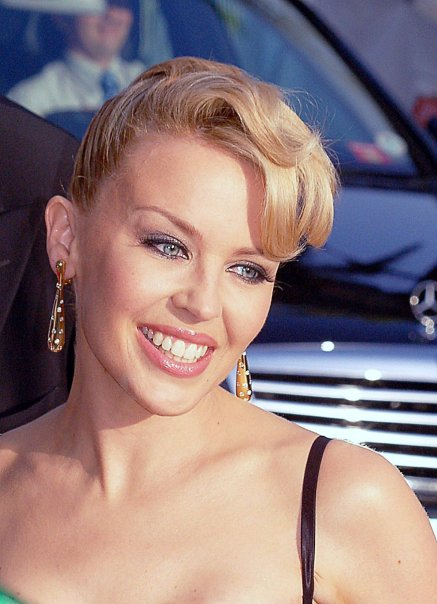
Kylie Minogue (* 1968)

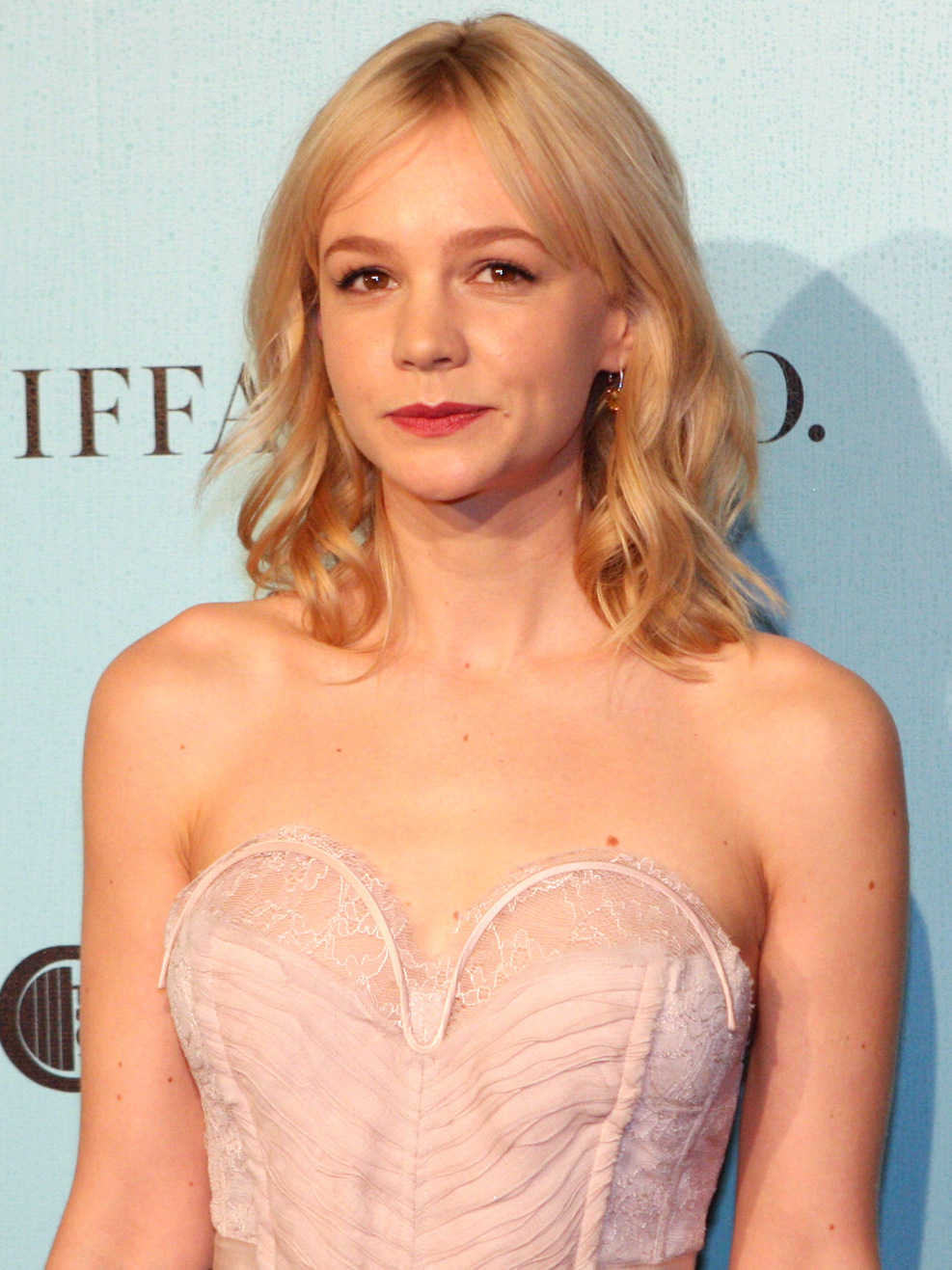
Carey Mulligan (* 1985)

- 1292 – Filip Kastilský (1327), kastilský infant († duben 1327)
- 1588 – Pierre Séguier, francouzský státník († 28. ledna 1672)
- 1656 – Anton Florian z Lichtenštejna, lichtenštejnský kníže, nejvyšší hofmistr císaře Karla VI. († 11. října 1721)
- 1660 – Jiří I., britský král († 11. června 1727)
- 1710 – Thomas Arne, anglický skladatel († 5. března 1778)
- 1735 – François-Christophe Kellermann, francouzský generál († 13. září 1820)
- 1738 – Joseph Ignace Guillotin, francouzský lékař, autor myšlenky využití stroje k popravám a tudíž původce gilotiny († 26. března 1814)
- 1743 – Johann David Wyss, švýcarský protestantský kněz a spisovatel († 11. ledna 1818)
- 1759 – William Pitt, britský politik († 23. ledna 1806)
- 1760 – Alexandre de Beauharnais, francouzský voják a politik († 23. července 1794)
- 1761 – Maria Tadeáš Trauttmansdorff, katolický biskup a kardinál († 20. ledna 1819)
- 1779 – Thomas Moore, irský básník († 25. února 1852)
- 1799 – Jan Adolf II. Schwarzenberg, rakouský šlechtic činný v Čechách († 15. září 1888)
- 1807 – Louis Agassiz, švýcarský přírodovědec († 14. prosince 1873)
- 1811 – Paul Jean Flandrin, francouzský malíř († 8. března 1902)
- 1828 – Jindřich Habsbursko-Lotrinský, rakouský arcivévoda, vnuk císaře Leopolda II. († 30. listopadu 1891)
- 1839
  - Luigi Capuana, sicilský spisovatel a novinář († 29. listopadu 1915)
  - Wilhelm von Hartel, předlitavský klasický filolog a politik († 14. ledna 1907)
- 1840
  - Viktor Wilhelm Russ, rakouský politik († 17. července 1920)
  - Hans Makart, rakouský malíř († 3. října 1884)
- 1853 – Carl Larsson, švédský malíř († 22. ledna 1919)
- 1856 – Filippo Rinaldi, rector major salesiánů († 5. prosince 1931)
- 1860 – Alžběta Thurn-Taxis, německá knížecí princezna a vévodkyně z Braganzy († 7. února 1881)
- 1862 – Theodor Fischer, bavorský architekt († 25. prosince 1938)
- 1866 – Franz von Bayros, rakouský malíř († 2. dubna 1924)
- 1879 – Milutin Milanković, srbský geofyzik a klimatolog († 12. prosince 1958)
- 1881 – Augustin Bea, německý teolog a kardinál († 16. listopadu 1968)
- 1885 – Július Adamiš, slovenský evangelický kněz a církevní historik († 26. května 1971)
- 1888 – Jim Thorpe, americký všestranný sportovec († 28. března 1953)
- 1889
  - José Padilla Sánchez, španělský hudební skladatel a klavírista († 25. října 1960)
  - Richard Réti, československý šachista († 6. června 1929)
- 1892 – Sepp Dietrich, německý generál, velitel Hitlerovy osobní stráže († 21. dubna 1966)
- 1893 – Mina Witkojc, lužickosrbská básnířka a publicistka († 11. listopadu 1975)
- 1902 – Luis César Amadori, argentinský filmový režisér († 5. června 1977)
- 1903 – Werner Hartmann, švýcarský malíř († 13. listopadu 1981)
- 1904 – Anton Prídavok, slovenský básník († 12. května 1945)
- 1906 – Wolf Albach-Retty, rakouský herec († 21. února 1967)
- 1908
  - Ian Fleming, námořní důstojník, pobočník šéfa tajné služby v britském námořnictvu, spisovatel († 12. srpna 1964)
  - Ivan Maček, slovinský politik († 1. dubna 1993)
- 1910 – T-Bone Walker, americký bluesový kytarista, zpěvák a skladatel († 16. března 1975)
- 1912
  - Werner Legère, německý spisovatel († 14. října 1998)
  - Patrick White, australský spisovatel, Nobelova cena za literaturu 1973 († 30. září 1990)
- 1915 – Joseph Greenberg, americký antropolog a lingvista († 7. května 2001)
- 1917 – Papa John Creach, americký houslista († 22. února 1994)
- 1920 – Victor Turner, britský antropolog († 18. prosince 1983)
- 1923
  - György Ligeti, maďarský hudební skladatel († 12. června 2006)
  - Wolfgang Schmitz, rakouský ekonom a politik († 16. listopadu 2008)
- 1925 – Dietrich Fischer-Dieskau, německý zpěvák (baryton), dirigent, malíř, spisovatel a recitátor († 18. května 2012)
- 1930
  - Frank Drake, americký astronom († 2. září 2022)
  - Katarína Mereššová, slovenská operní pěvkyně
- 1934 – Francesco Monterisi, italský kardinál
- 1939 – Ladislav Bielik, slovenský fotograf († 1984)
- 1940 – John Bergamo, americký perkusionista a hudební skladatel († 19. října 2013)
- 1942
  - Stanley B. Prusiner, americký profesor neurologie a biochemie, Nobelova cena 1997
  - Božidara Turzonovová, slovenská herečka
- 1944
  - Rudolph Giuliani, americký politik, primátor New Yorku v době teroristických útoků 11. září 2001
  - Jean-Pierre Léaud, francouzský herec
  - Gladys Knight, americká zpěvačka
  - Paul Scully-Power, americký astronaut a oceánograf
- 1945 – John Fogerty, americký zpěvák, písničkář a kytarista
- 1947
  - Zahi Hawass, generální tajemník Nejvyšší rady pro památky Egypta
  - Leland Sklar, americký baskytarista a skladatel
- 1949 – Joseph Alfidi, americký dirigent a klavírista († 2. února 2015)
- 1952 – Mahmúd Džibríl, libyjský politik (†  5. dubna 2020)
- 1953
  - Ján Orosch, slovenský římskokatolický arcibiskup
  - Arto Lindsay, americký kytarista, hudební producent a skladatel
- 1955 – Zdravko Zovko, jugoslávský házenkář
- 1956
  - Jonathan Mark Kenoyer, indický a americký archeolog
  - Chálid Mašál, vůdce palestinské teroristické organizace Hamas
- 1968 – Kylie Minogue, australská zpěvačka
- 1971 – Jekatěrina Gordějevová, ruská krasobruslařka
- 1976 – Alexej Němov, ruský sportovní gymnasta
- 1981 – Gábor Talmácsi, maďarský motocyklový závodník
- 1985
  - Carey Mulligan, britská herečka
  - Colbie Caillat, americká zpěvačka
- 1995
  - David Firnenburg, německý sportovní lezec
  - John Fennell, kanadský sáňkař
- 1999 – Cameron Boyce, americký herec († 6. července 2019)
- 2003 – Prometea, první naklonovaný kůň

## Úmrtí

### Česko

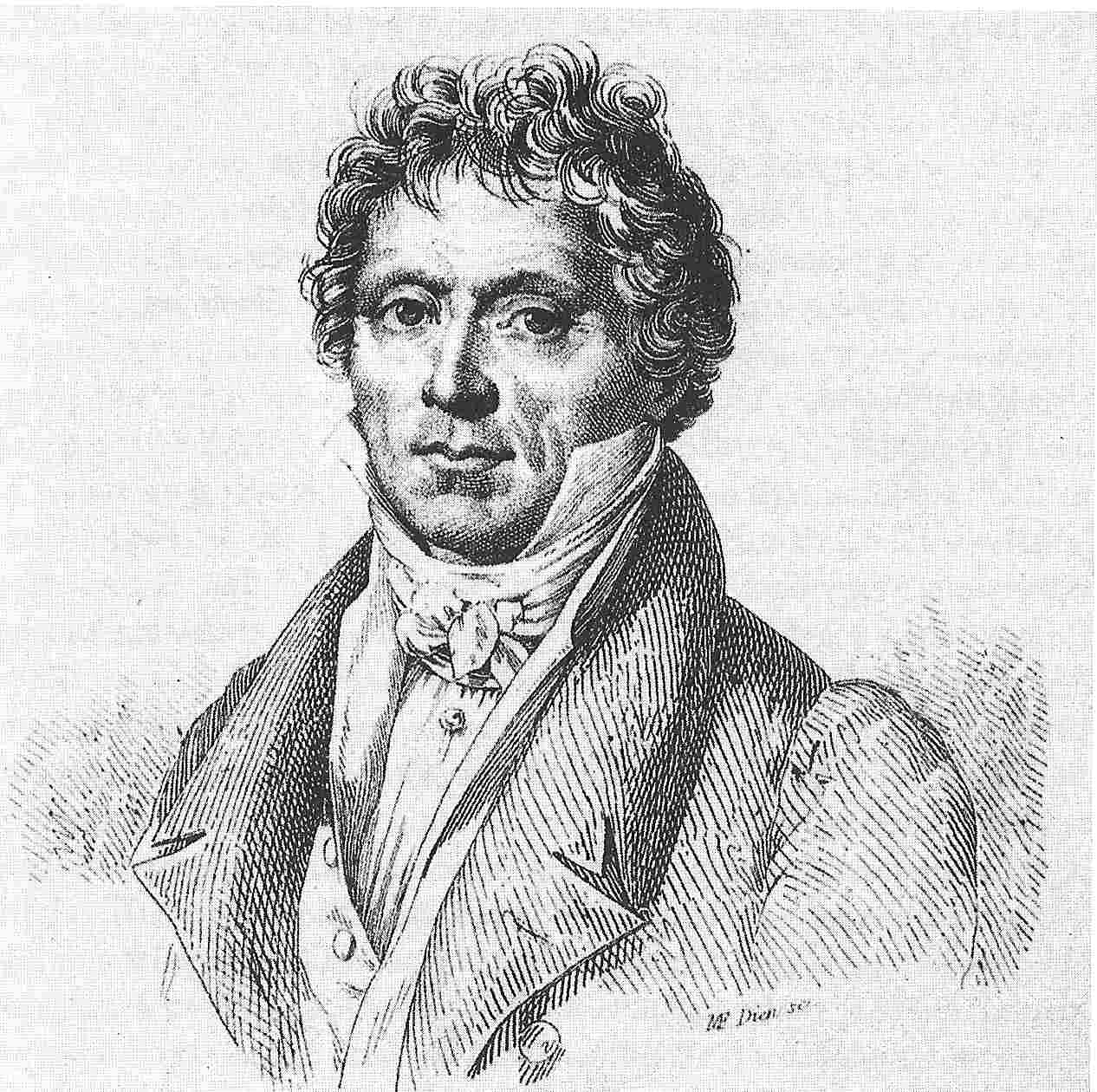
Antonín Rejcha († 1836)

- 1791 – Anton Bernard Gürtler, katolický biskup (* 13. května 1726)
- 1836 – Antonín Rejcha, český hudební skladatel, pedagog a teoretik (* 26. února 1770)
- 1886 – František Buttula, český violoncellista a hudební pedagog (* 2. dubna 1820)
- 1900 – Ludvík Vorel, poslanec Českého zemského sněmu, starosta Žebráku (* 28. července 1829)
- 1961 – Jan Vrba, lesník, učitel, básník a spisovatel (* 10. prosince 1889)
- 1968
  - Josef Gruss, sportovec, lékař, sportovní funkcionář a organizátor, vysokoškolský pedagog a publicista (* 8. července 1884)
  - Karel Rychlík, matematik (* 16. srpna 1885)
- 1974 – František Hořava, sochař a malíř (* 24. července 1906)
- 1975 – Alfons Gabriel, česko-rakouský geograf a cestopisec (* 4. února 1894)
- 1977 – Jiří Reinberger, varhanní virtuos a skladatel (* 14. dubna 1914)
- 1984 – Karel Aliger, fotograf (* 9. září 1916)
- 1985 – Karel Stehlík, malíř (* 21. května 1912)
- 1997 – Erich Sojka, spisovatel a překladatel z polštiny (* 11. září 1922)
- 2004 – Bohuslav Chňoupek, československý politik, diplomat a publicista (* 10. srpna 1925)
- 2013 – Svatopluk Košvanec, český jazzový pozounista (* 2. ledna 1936)

### Svět

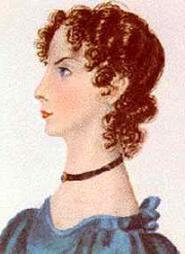
Anne Brontë († 1849)

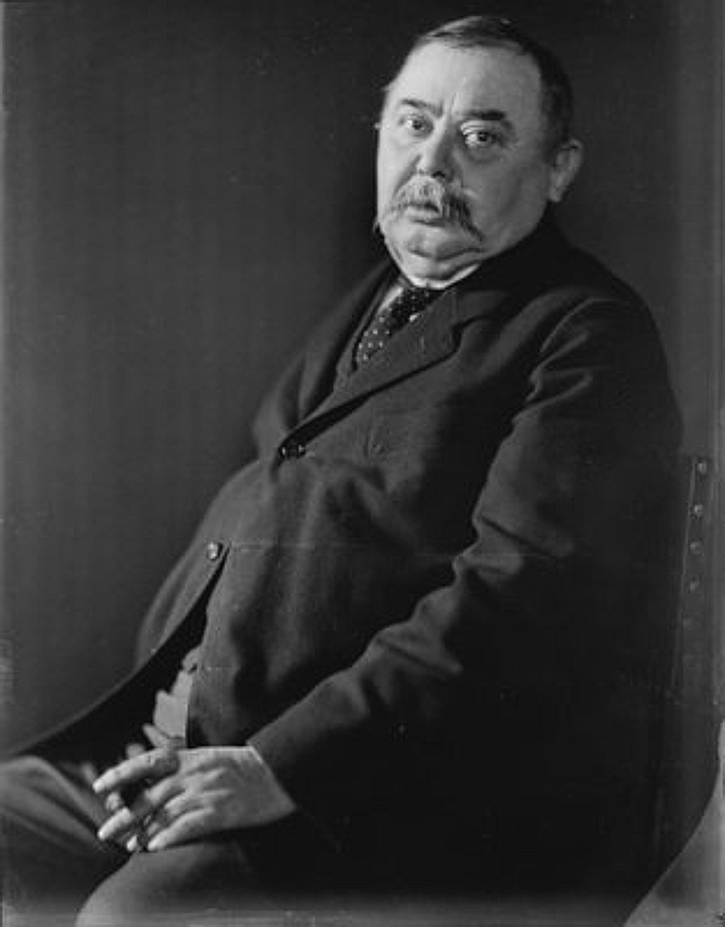
Kálmán Mikszáth († 1910)

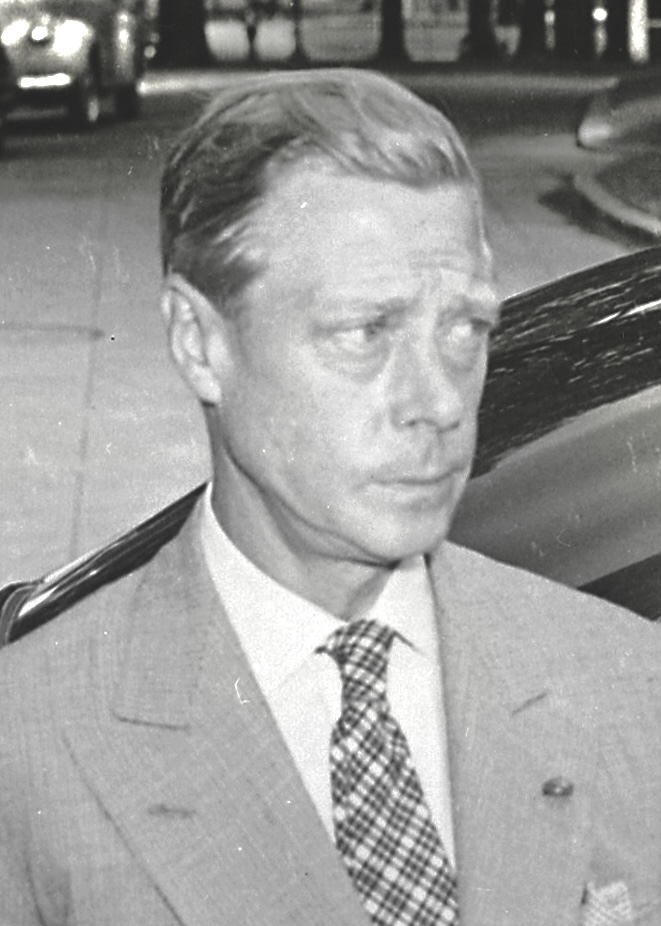
Eduard VIII. († 1972)

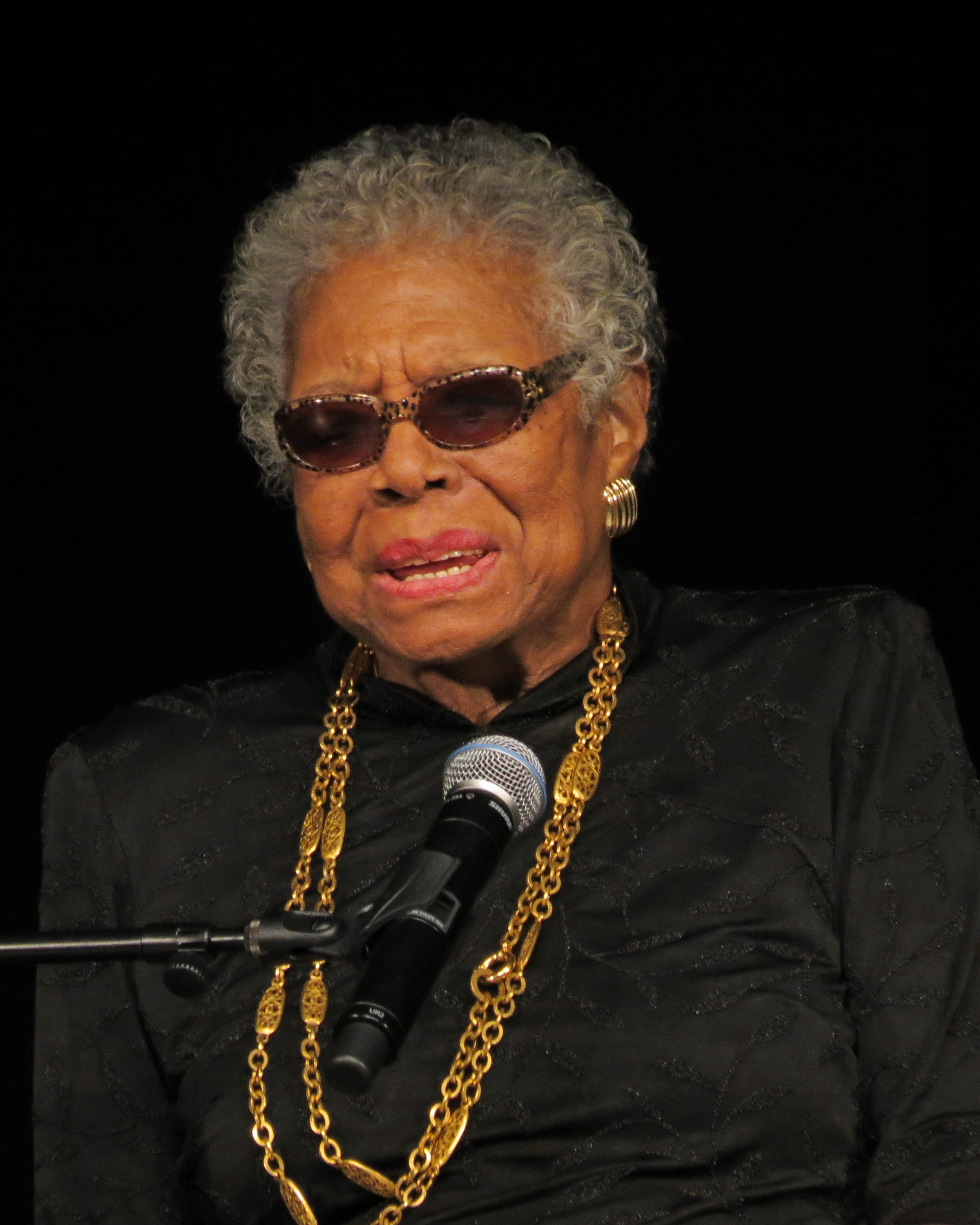
Maya Angelou († 2014)

- 1357 – Alfons IV. Portugalský, král Portugalska (* 8. února 1291)
- 1556 – Dósan Saitó, japonský vládce (* 1494)
- 1575 – Žofie Jagellonská, polská princezna, vévodkyně brunšvická (* 13. června 1522)
- 1607 – Jiří Popel z Lobkovic, nejvyšší hofmistr Českého království (* 1551)
- 1626 – Thomas Howard, 1. hrabě ze Suffolku, anglický šlechtic a admirál (* 24. srpna 1561)
- 1673 – Joan Blaeu, holandský kartograf (* 23. září 1596)
- 1730 – Leonardo Vinci, italský barokní operní skladatel (* 1690 nebo 1696)
- 1767 – Marie Josefa Bavorská, císařovna Svaté říše římské (* 30. března 1739)
- 1787 – Leopold Mozart, rakouský hudební skladatel, houslista a pedagog, otec Wolfganga Amadea Mozarta (* 14. listopadu 1719)
- 1805 – Luigi Boccherini, italský hudební skladatel (* 19. února 1743)
- 1840 – Alexandr Rylejev, ruský generál (* 1788)
- 1843 – Noah Webster, americký lexikograf (* 16. října 1758)
- 1849 – Anne Brontëová, britská spisovatelka (* 17. ledna 1820)
- 1857 – John Plumbe, fotograf a železniční stavitel (* 13. července 1809)
- 1867 – Ján Slavoľub Badušek, slovenský kněz publicista (* 1840)
- 1872 – Žofie Frederika Bavorská, rakouská princezna (* 27. ledna 1805)
- 1878 – John Russell, britský státník (* 18. srpna 1792)
- 1888 – Paul Émile de Puydt, belgický botanik, ekonom a spisovatel (* 6. března 1810)
- 1897 – Alexander Ver Huell, nizozemský ilustrátor (* 7. března 1822)
- 1910 – Kálmán Mikszáth, maďarský spisovatel, novinář a poslanec (* 16. ledna 1847)
- 1911 – Gaston Couté, francouzský básník a šansonier (* 23. září 1880)
- 1913 – John Lubbock, anglický bankéř, politik, archeolog a biolog (* 30. dubna 1834)
- 1916 – Ivan Franko, ukrajinský spisovatel (* 27. srpna 1856)
- 1929 – Jurko Lažo, československý politik rusínské národnosti (* 3. května 1867)
- 1935 – Michal Arturovič Zimmermann, ruský právník žijící v Čechách (* 21. listopadu 1887)
- 1938
  - Alfred Adler, rakouský lékař a psycholog (* 7. února 1870)
  - Miguel Fleta, španělský tenorista (* 1. prosince 1893)
- 1941 – Theodor Siebs, německý germanista a fonetik (* 26. srpna 1862)
- 1944 – Marie Josefa, matka posledního rakouského císaře Karla I. (* 31. května 1867)
- 1954 – Algot Niska, finský sportovec, obchodník, dobrodruh a pašerák (* 5. prosince 1888)
- 1957 – Nyanatiloka, první německý buddhistický mnich (* 19. února 1878)
- 1958 – Mikuláš Schneider-Trnavský, slovenský hudební skladatel a dirigent (* 24. května 1881)
- 1968 – Kees van Dongen, nizozemský malíř (* 26. ledna 1877)
- 1971 – Audie Murphy, americký voják, herec a hudební skladatel (* 20. června 1925)
- 1972 – Eduard VIII., král Spojeného království Velké Británie a Severního Irska (* 23. června 1894)
- 1975
  - Eric Emerson, americký herec, tanečník a hudebník (* 23. června 1945)
  - Alfons Gabriel, rakouský cestovatel (* 4. února 1894)
- 1977 – Adolf Horion, německý duchovní a entomolog (* 12. července 1888)
- 1979 – Frank Fredrikson, kanadský hokejista, olympijský vítěz 1920 (* 11. června 1895)
- 1981
  - Stefan Wyszyński, polský kardinál a bojovník proti komunismu (* 3. srpna 1901)
  - Mary Lou Williams, americká klavíristka (* 8. května 1910)
- 1984 – Eric Morecambe, britský komik (* 14. května 1926)
- 1985 – Miroslav Iringh, slovenský velitel ve Varšavském povstání (* 28. února 1914)
- 1993 – Ugo Locatelli, italský fotbalista (* 5. února 1916)
- 1996 – George Kojac, americký plavec, dvojnásobný olympijský vítěz (* 2. března 1910)
- 2000 – Vincentas Sladkevičius, litevský kardinál, kaunaský arcibiskup (* 20. srpna 1920)
- 2001 – Tony Ashton, anglický rockový pianista, klávesista, zpěvák, skladatel (* 1. března 1946)
- 2003 – Ilja Prigogine, belgický fyzik a chemik ruského původu, nositel Nobelovy ceny za chemii za rok 1977 (* 25. ledna 1917)
- 2006 – Viktor Fischl, český a izraelský básník, prozaik a publicista (* 30. června 1912)
- 2011 – Romuald Klim, sovětský olympijský vítěz a mistr Evropy v hodu kladivem (* 25. května 1933)
- 2013
  - Viktor Georgijevič Kulikov, velitel Spojených ozbrojených sil států Varšavské smlouvy (* 5. července 1921)
  - Štefan Šáro, slovenský jaderný fyzik (* 10. prosince 1933)
  - Nino Bibbia italský skeletonista (* 15. března 1922)
- 2014 – Maya Angelou, americká spisovatelka (* 4. dubna 1928)
- 2018 – Jens Christian Skou, dánský chemik, Nobelova cena za chemii († 8. října 1918)
- 2020
  - Bob Kulick, americký rockový kytarista (* 28. ledna 1951)
  - Lennie Niehaus, americký saxofonista (* 11. června 1929)
- 2023 – Harald zur Hausen, německý lékař, nositel Nobelovy ceny (* 11. března 1946)

## Svátky

### Česko
- Vilém, Vilibald, Vilmar
- Klaudie
- Veleslav, Věslav

### Svět
- Mezinárodní den mléka
- Světový den her
- Slovensko: Viliam
- Arménie: Den republiky
- Ázerbájdžán: Den republiky
- Spojené státy americké: Memorial Day (je-li pátek)
- Portoriko: Memorial day
- Chorvatsko: Den ozbrojených sil
- Filipíny: Den národní vlajky
- Etiopie: Pád Dergovy junty (1991)

### Liturgický kalendář
- Sv. Emil
- Sv. Vilém

| 28. květen v pražském KlementinuÚdaje jsou platné k 29. 4. 2025. | 28. květen v pražském KlementinuÚdaje jsou platné k 29. 4. 2025. | 28. květen v pražském KlementinuÚdaje jsou platné k 29. 4. 2025. |
| minimum                                                          | denní průměr                                                     | maximum                                                          |
| ---------------------------------------------------------------- | ---------------------------------------------------------------- | ---------------------------------------------------------------- |
| 3,9 °C (1858)                                                    | 16,0 °C (od 1961)                                                | 31,8 °C (2005)                                                   |